# Hyoui
Hyoui, född 1754, död 1821, var Koreas drottning 1776–1800, gift med kung Jeongjo av Korea. 
Hon gifte sig med kronprinsen vid åtta års ålder 1762. 
Hon fick inga barn: år 1787 upplevde hon en graviditet, som sedan avbröts och möjligen var en fantomgraviditet. 
Hon adopterade på makens önskan två av hans söner med konkubiner som tronföljare. 